# Parila (Lääne-Saare)
Parila – wieś w Estonii, w prowincji Saare, w gminie Kaarma. Pod koniec 2004 roku wieś zamieszkiwało 20 osób.